# Chaudhary Charan Singh Airport
Chaudhary Charan Singh Airport (engelska: Lucknow Airport, Amausi Airport) är en flygplats i Indien.   Den ligger i distriktet Lucknow District och delstaten Uttar Pradesh, i den centrala delen av landet, 400 km sydost om huvudstaden New Delhi. Chaudhary Charan Singh Airport ligger 124 meter över havet.
Terrängen runt Chaudhary Charan Singh Airport är mycket platt. Runt Chaudhary Charan Singh Airport är det mycket tätbefolkat, med 3 022 invånare per kvadratkilometer. Närmaste större samhälle är Lucknow, 9,4 km norr om Chaudhary Charan Singh Airport. Runt Chaudhary Charan Singh Airport är det i huvudsak tätbebyggt.